# Alcon
Alcon là tập đoàn y tế toàn cầu chuyên về nhãn khoa và các sản phẩm chăm sóc mắt có trụ sở tại Hünenberg, Thụy Sĩ. Trụ sở chính của Alcon ở Mỹ được đặt tại Fort Worth, Texas. Alcon được Novartis mua lại từ Nestlé và theo thông tin xác nhận rằng có khả năng cao là Alcon sẽ sớm được sáp nhập với công ty chủ quản mới.

## Lịch sử
Alcon được thành lập năm 1945 tại Fort Worth, Texas, Mỹ. Công ty ban đầu từ một hiệu thuốc nhỏ ở Fort Worth và được đặt theo tên của những người sáng lập là hai dược sĩ Robert Alexander và William Conner. Conner và Alexander tập trung vào lĩnh vực sản phẩm nhãn khoa vô trùng khi chưa có công ty nào chuyên về lĩnh vực này vào thời điểm đó, từ đó tạo dựng doanh nghiệp bằng việc nghiên cứu các sản phẩm chăm sóc mặt giảm ô nhiễm và tăng tính an toàn.
Nestlé của Thụy Sĩ đã mua lại Alcon vào năm 1977. Đây là một thời kỳ tăng trưởng nhanh chóng của Nestlé và là liên doanh đầu tư đầu tiên của tập đoàn trong ngành công nghiệp dược phẩm. Alcon mở rộng năng lực sản xuất của mình với các nhà máy mới ở Nam Mỹ và châu Âu và tăng đầu tư mạnh mẽ cho nghiên cứu. Năm 1979, Alcon mua lại Công ty Dược phẩm Texas để trở thành Công ty Da liễu Texas (và nay là Phòng Thí nghiệm DPT).
Tháng 7 năm 2008, Novartis mua lại xấp xỉ 25% cổ phần của Nestlé tại Alcon, với một quyền được mua các cổ phần còn lại của Nestlé bắt đầu từ năm 2010.
Novartis đã mua lại 52% cổ phần từ Nestlé với trị giá $28.1 tỉ. Thương vụ này mang lại tổng sở hữu của Novartis lên tới 77%.
Bắt đầu từ tháng 1 năm 2010 Novartis chính thức công bố sẽ hoàn tất các lệnh mua bán để thực hiện việc mua phần còn lại của Alcon, sau đó nhanh chóng tiếp tục thực hiện sáp nhập và tiếp quản Alcon.
Vào ngày 29 tháng 3 năm 2010, Alcon đã mua Durezol và Zyclorin từ hãng Sirion Therapeutics. Alcon đã nhận được sự chấp thuận theo quy định để có được các quyền pháp lý với sản phẩm dung dịch nhỏ mắt Durezol ở Hoa Kỳ và trên toàn cầu, ngoại trừ Châu Mỹ Latinh, đối với Zyclorin từ Sirion Therapeutics.
Ngày 28 tháng 6 năm 2010, Ủy ban Giám đốc Độc lập của Alcon tuyên bố rằng khuyến nghị của Ủy ban là bước đầu tiên không thể thiếu trước khi hội đồng quản trị của công ty có thể quyết định về đề xuất sáp nhập của Novartis AG, bác bỏ ý định công khai của Novartis rằng họ sẽ có thể đơn phương áp đặt việc sáp nhập bất kể vị trí của Ủy ban Giám đốc Độc lập một khi Novartis trở thành cổ đông lớn của Alcon. Ngày 8 tháng 7 năm 2010, Ủy ban giám đốc độc lập của Alcon (IDC) đã thiết lập một ủy thác kiện tụng trị giá 50 triệu đô la để đảm bảo các cổ đông thiểu số của công ty có được thỏa thuận tốt nhất từ chủ đầu tư Novartis AG.
Ngày 9 tháng 4 năm 2019, Alcon đã hoàn thành 100% spin-off (một pháp nhân độc lập được thành lập bởi một tổ chức mẹ để khai thác tài sản trí tuệ) từ Novartis. Công ty độc lập mới này trị giá tới 28 tỷ franc Thụy Sĩ.

## Hình ảnh

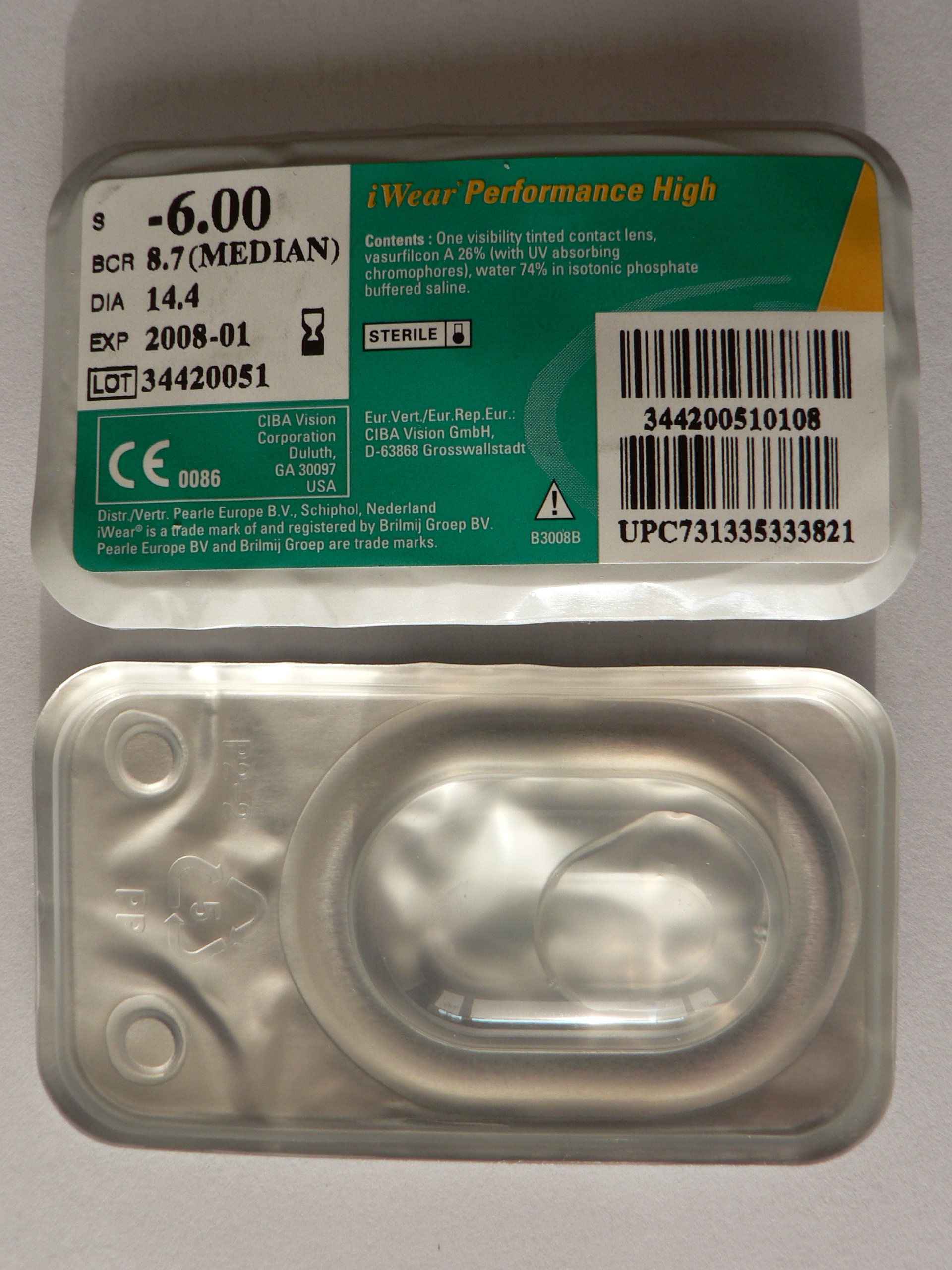
Sản phẩm kính áp tròng của hãng
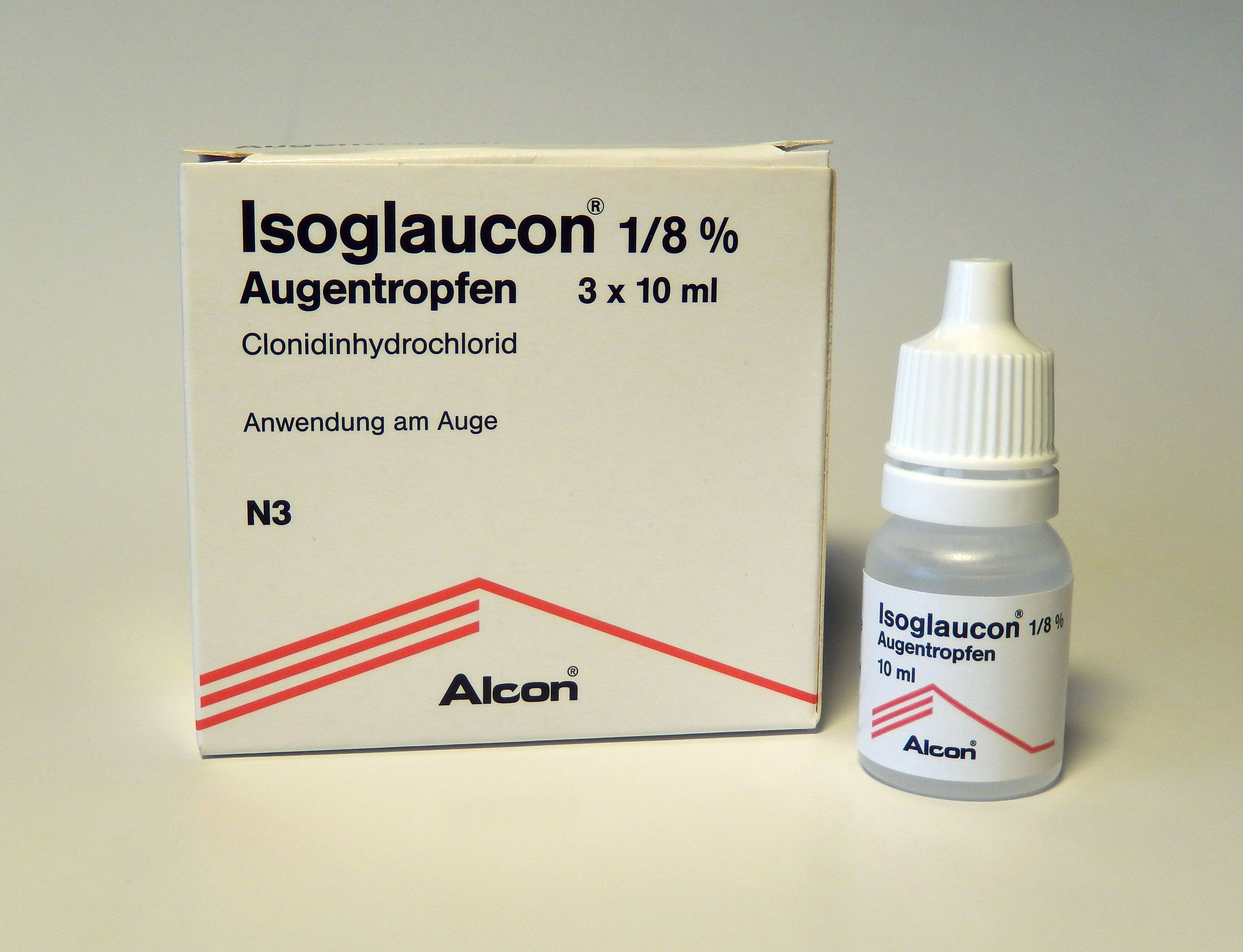
Sản phẩm thuốc nhỏ mắt Isoglaucon (hoạt chất: clonidine) của Alcon
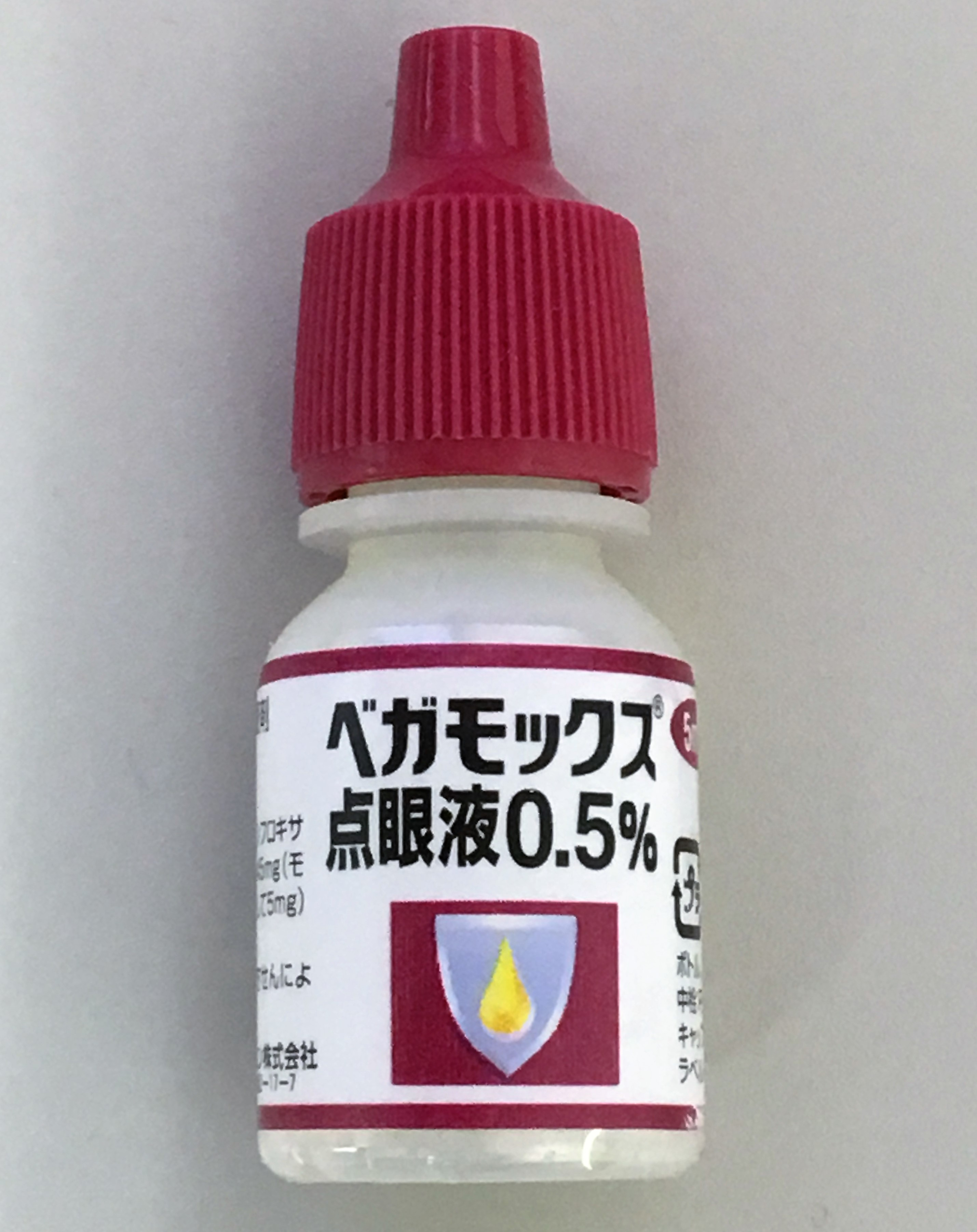
Thuốc nhỏ mắt Vegamox
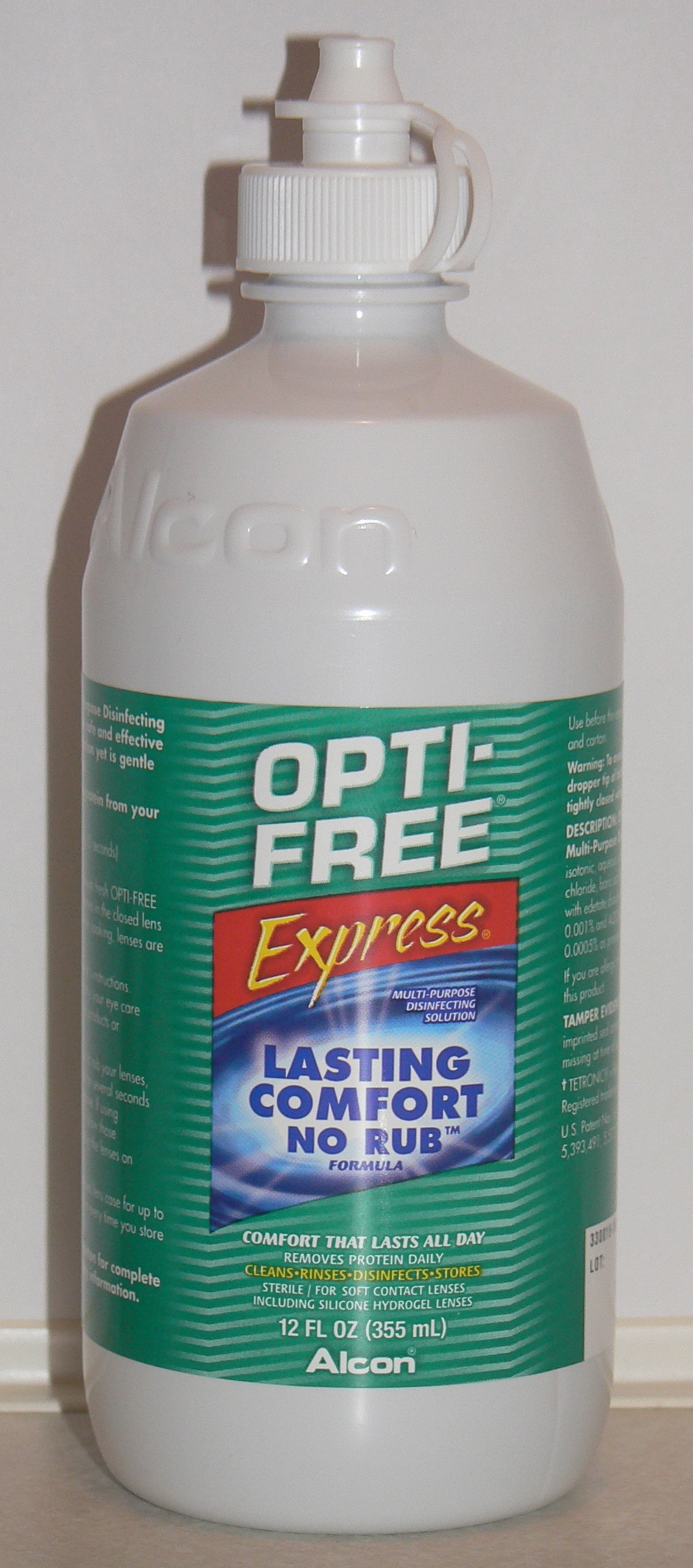
Nước rửa kính áp tròng Alcon Opti-Free Express dung tích 12 fl. Oz